# Lohn GR
| GR ist das Kürzel für den Kanton Graubünden in der Schweiz. Es wird verwendet, um Verwechslungen mit anderen Einträgen des Namens Lohn zu vermeiden. |

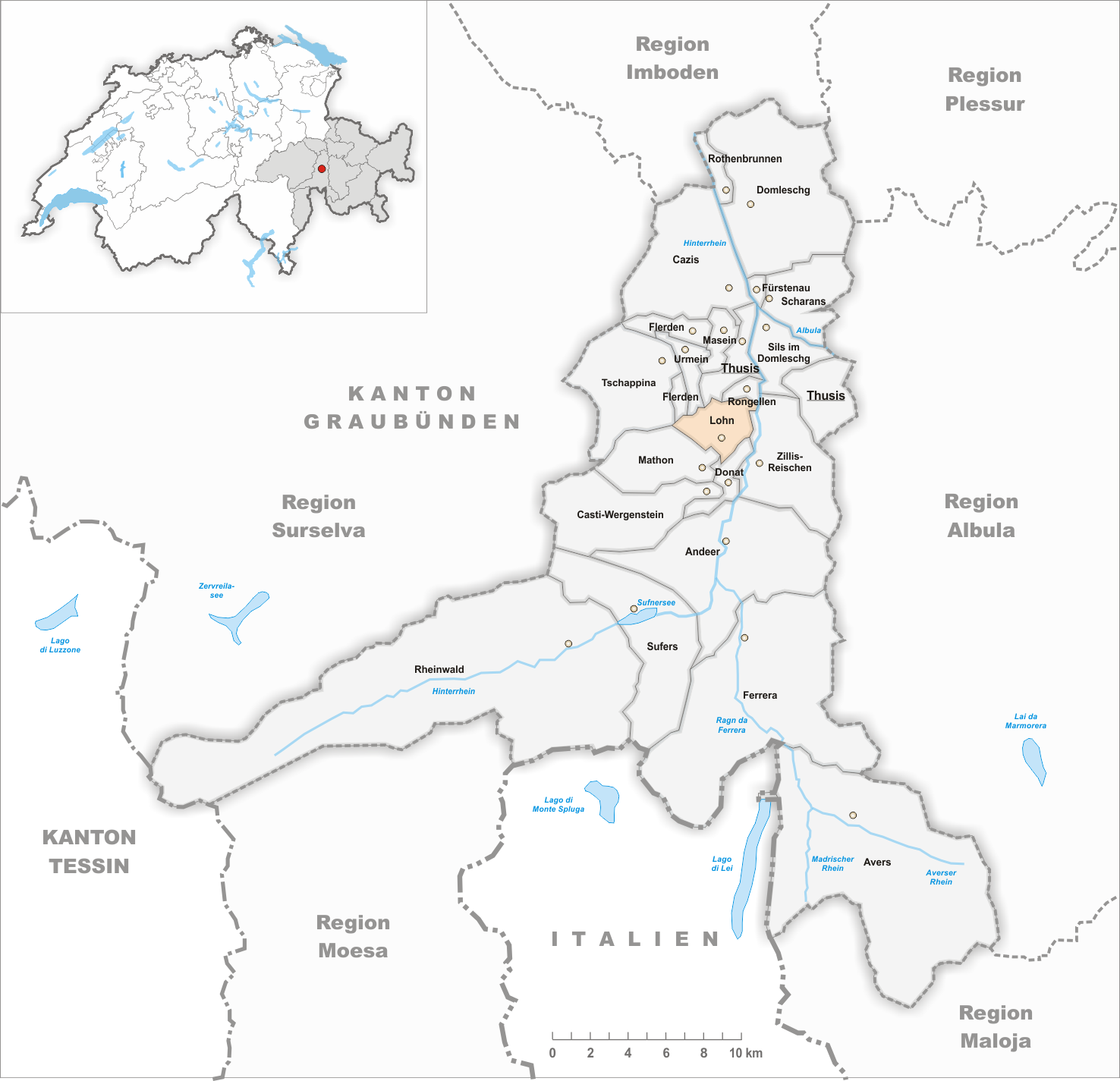
Gemeindestand vor der Fusion am 1. Januar 2021

Lohn (rätoromanisch Lon) ist eine Ortschaft in der Gemeinde Muntogna da Schons, Region Viamala, im schweizerischen Kanton Graubünden. Sie liegt 13 km südlich von Thusis. Am 1. Januar 2021 fusionierte Lohn mit Casti-Wergenstein, Donat und Mathon zur neuen Gemeinde Muntogna da Schons.

## Geographie
Lohn ist ein Haufendorf am Schamserberg auf einer Terrasse am Osthang des Piz Beverin und war die höchstgelegene Gemeinde der Region Schams. Vom gesamten ehemaligen Gemeindeareal von 814 ha waren 461 ha landwirtschaftlich nutzbar, der Grossteil davon allerdings nur als Maiensässe. Weitere 284 ha waren von Wald und Gehölz bedeckt, 57 ha sind unproduktive Fläche (meist Gebirge) und 12 ha Siedlungsfläche.

## Geschichte
Das Dorf ist sicher seit dem 9. Jahrhundert besiedelt. Damals wurde in einem karolingischen Reichsurbar  eine Kirche zu Laune erwähnt. Bereits 1204 bestand eine Gemeinde altfreier Bauern mit eigenem niederen Gericht. Verschiedene Herrschaften übten im Mittelalter ihre Hoheit aus. 1458 kaufte sich die Gemeinde vom damaligen Lehnsherrn frei, dem Bischof von Chur. Mitte des 16. Jahrhunderts schloss sich die Gemeinde der Reformation an.

## Wappen
| Wappen von Lohn GR | Blasonierung: «Geteilt, oben in Rot ein silberner (weisser) sechsstrahliger Stern, unten geschacht von Blau und Silber»                                                                    |
| Wappen von Lohn GR | Der Stern steht für das Marienpatrozinium der Kirche in Lohn, der geschachte untere Schildteil bezieht sich auf die Verwalter der bischöflichen Grafschaft Schams: die Freiherren von Vaz. |

## Bevölkerung
| Bevölkerungsentwicklung | Bevölkerungsentwicklung | Bevölkerungsentwicklung | Bevölkerungsentwicklung | Bevölkerungsentwicklung | Bevölkerungsentwicklung | Bevölkerungsentwicklung | Bevölkerungsentwicklung | Bevölkerungsentwicklung | Bevölkerungsentwicklung | Bevölkerungsentwicklung | Bevölkerungsentwicklung | Bevölkerungsentwicklung |
| ----------------------- | ----------------------- | ----------------------- | ----------------------- | ----------------------- | ----------------------- | ----------------------- | ----------------------- | ----------------------- | ----------------------- | ----------------------- | ----------------------- | ----------------------- |
| Jahr                    | 1780                    | 1850                    | 1900                    | 1950                    | 1980                    | 1990                    | 2000                    | 2005                    | 2010                    | 2012                    | 2014                    | 2020                    |
| Einwohner               | 126                     | 97                      | 75                      | 62                      | 36                      | 48                      | 50                      | 50                      | 46                      | 42                      | 41                      | 51                      |

### Sprachen
Ursprüngliche Sprache der Einwohner ist Sutselvisch, eine bündnerromanische Mundart. Noch bis 1980 sprachen die Bewohner fast ausschliesslich Romanisch (1880 96 %, 1910 100 %, 1941 90 % und 1980 100 %). Seither verbreitet sich Deutsch durch Zuwanderung und Sprachwechsel immer mehr. Eine knappe Mehrheit der Bewohner spricht noch Romanisch, das zusammen mit Deutsch Behördensprache ist.
| Sprachen in Lohn |                   |                   |                   |                   |                   |                   |
| Sprachen         | Volkszählung 1980 | Volkszählung 1980 | Volkszählung 1990 | Volkszählung 1990 | Volkszählung 2000 | Volkszählung 2000 |
| Sprachen         | Anzahl            | Anteil            | Anzahl            | Anteil            | Anzahl            | Anteil            |
| Deutsch          | 0                 | 0,00 %            | 18                | 37,50 %           | 24                | 48,00 %           |
| Rätoromanisch    | 36                | 100 %             | 30                | 62,50 %           | 26                | 52,00 %           |
| Einwohner        | 36                | 100 %             | 48                | 100 %             | 50                | 100 %             |

### Nationalität
Ende 2005 waren von den 50 Bewohnern 49 Schweizer Staatsangehörige.

## Wirtschaft
Die Bevölkerung lebt traditionell von Wiesenanbau und Viehzucht.

## Verkehr
Lohn liegt abseits der Hauptstrassen, hat aber mit der Postautolinie Zillis–Lohn–Wergenstein Anschluss an das Netz des öffentlichen Verkehrs. Der nächstgelegene Autobahnanschluss ist Zillis an der A13.

## Sehenswürdigkeiten
Sehenswert ist die reformierte Dorfkirche. Ein Kuriosum sind die beiden Türme, was auf zwei verschiedene Epochen schliessen lässt. Ein erster Turm entstand vermutlich im 12. Jahrhundert, ein spätromanischer Bau mit halbrunder Apsis, weitgehend an den ursprünglichen Baukörper angegliedert, erst gegen das Jahr 1500, wobei der Bau des Campanile erst gar nicht beabsichtigt war. Bei Forschungsarbeiten kamen 1953/54 Fragmente von Malereien in der Art des Waltensburger Meisters zum Vorschein, die zu einem späteren Zeitpunkt vermutlich aus Unachtsamkeit überstrichen wurden und heute nicht mehr sichtbar sind.
Das daneben liegende Pfrundhaus aus der Mitte des 16. Jahrhunderts beherbergte bis 1948 die Dorfschule und dient nach einer Renovation heute als Gemeindezentrum. Es ist ein für das Schams einzigartiger Bau, der an ein Walserhaus erinnert.
Seit 2005 besteht im Lohner Waldgebiet das Kulturprojekt des tùn resùn Klangwaldes.

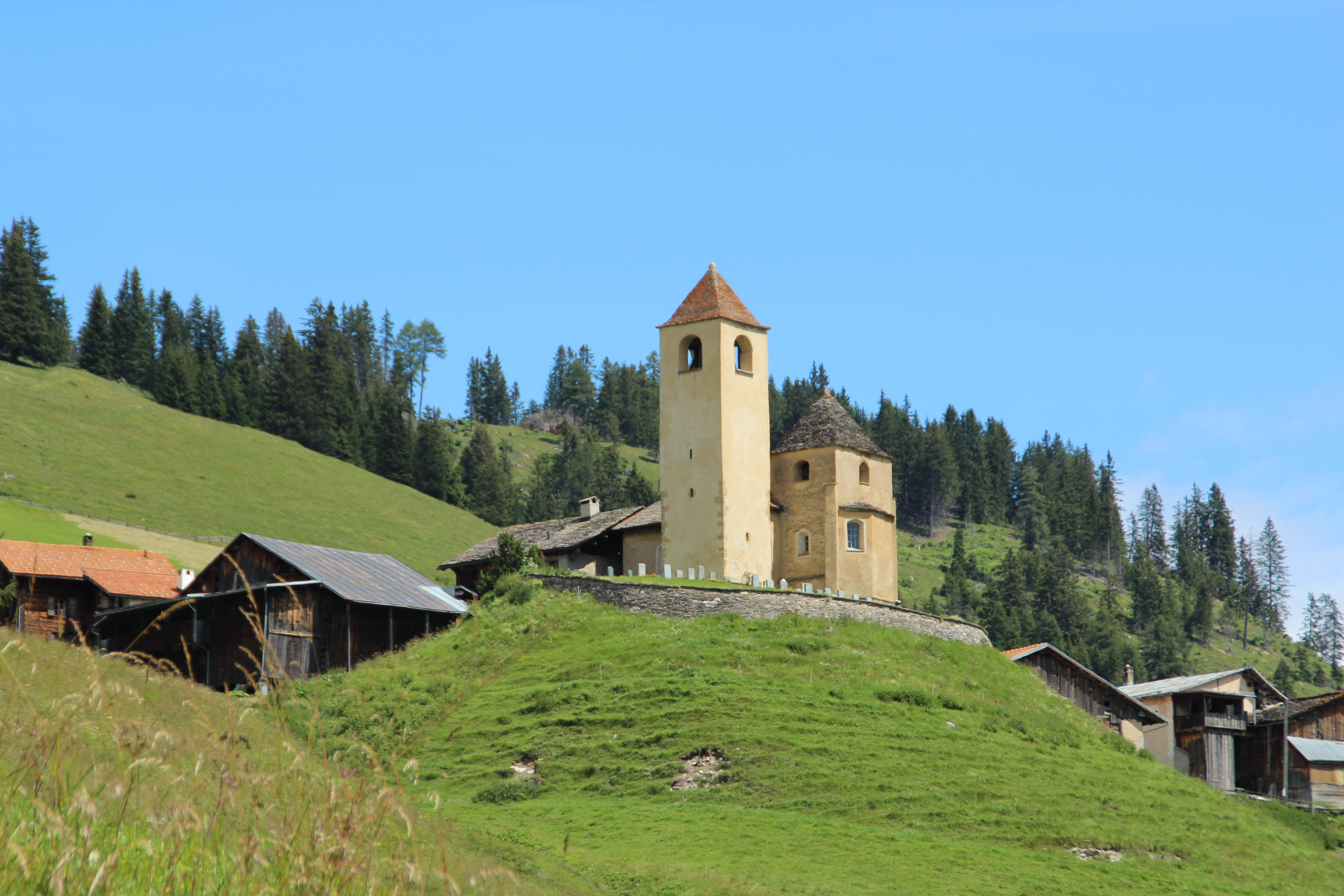
Reformierte Kirche Lohn
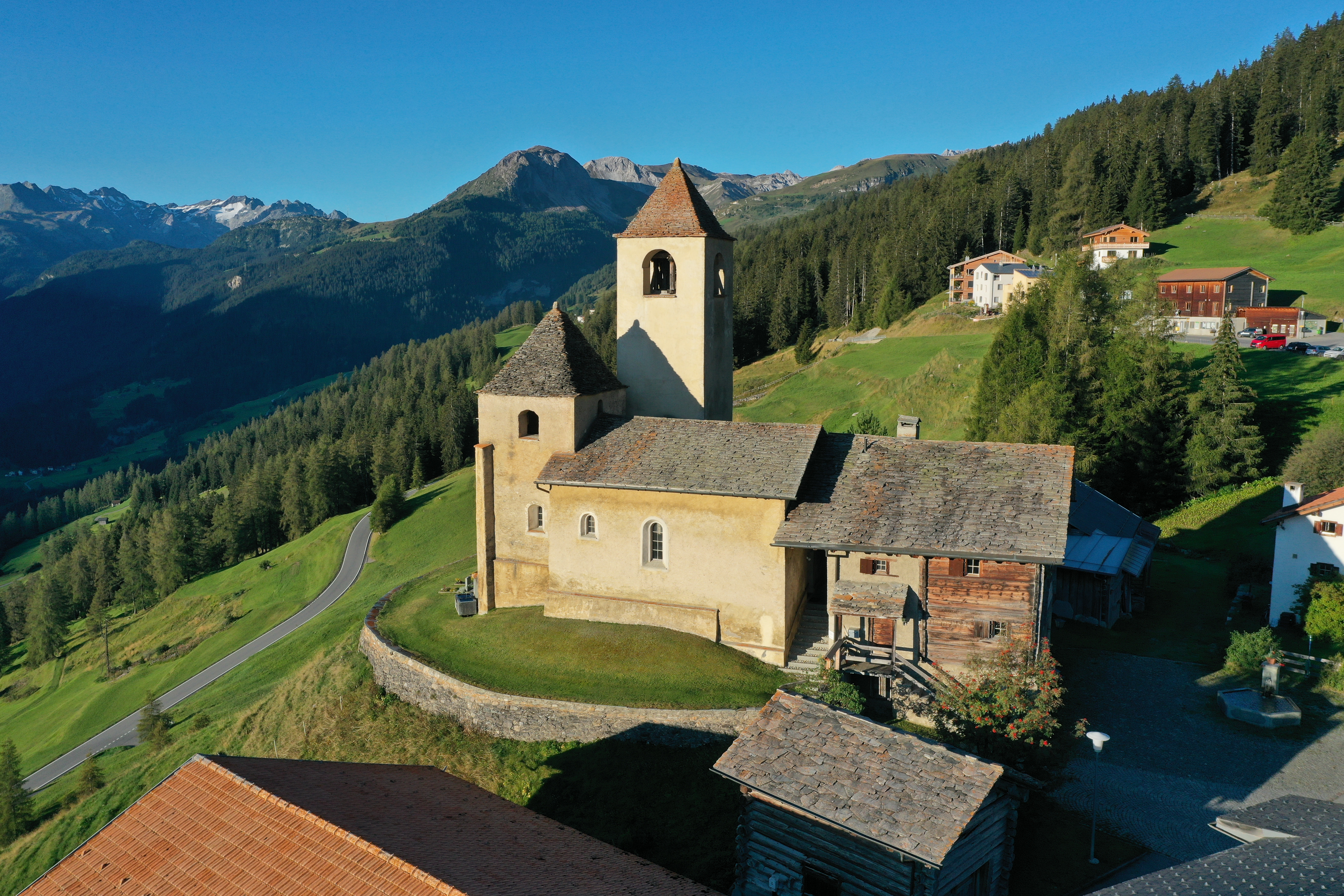
Reformierte Kirche Lohn